# Тамоев, Наби Короглы оглы
Наби Короглы оглы Тамоев (азерб. Nəbi Koroğlu oğlu Tamayev; 1887, Суст, Эриванская губерния — 2 июня 1957, Суст) — советский азербайджанский овцевод, Герой Социалистического Труда (1948).

## Биография
Родился в 1887 году в селе Суст Нахичеванского уезда Эриванской губернии (ныне Бабекский район Нахичеванской АР Азербайджана).
Начал трудовую деятельность чабаном в колхозе «26 бакинских комиссаров» Нахичеванского района. Позже старший чабан в этом же колхозе.
В 1947 году достиг высоких показателей в области овцеводства.
Указом Президиума Верховного Совета СССР от 17 августа 1948 года за получение высокой продуктивности животноводства Тамоеву Наби Короглы оглы присвоено звание Героя Социалистического Труда с вручением ордена Ленина и золотой медали «Серп и Молот».
Скончался 2 июня 1957 года в родном селе.